# Серван, Жозеф
Жозеф Мари Серван де Жербе (фр. Joseph Marie Servan de Gerbey; 14 февраля 1741, Роман-сюр-Изер — 10 мая 1808, Париж) — французский дивизионный генерал и военный министр Франции (дважды).

## Биография
Сын семьи мелкопоместного дворянина, уроженец города Роман-сюр-Изер (современный департамент Дром). 20 декабря 1760 года записался добровольцем в пехотный полк. В 1769 году участвовал во французском походе на Корсику против мятежников под руководством Паоли. В 1772 году Серван был уже капитаном. Он впервые прославился, опубликовав в 1780 году брошюру «Гражданин-Солдат», где агитировал за отказ от вербовки в армию в пользу введения всеобщей воинской повинности. Эта мера будет реализована уже после Французской революции.
В 1792 году Серван был произведён в лагерные маршалы (бригадиры). Сторонник жирондистов, 9 мая того же года он получил портфель военного министра, и добился роспуска Королевской гвардии и швейцарских полков — ключевых воинских частей, лояльных королю. Также именно Серван своим декретом впервые отменил во французской армии все телесные наказания. Эта отмена оставалась незыблемой весь период Революционных и Наполеоновских войн. Когда спустя месяц, 13 июня 1792 года, Серван уходил в отставку с поста министра, Национальное собрание особым декретом выразило ему свою благодарность.

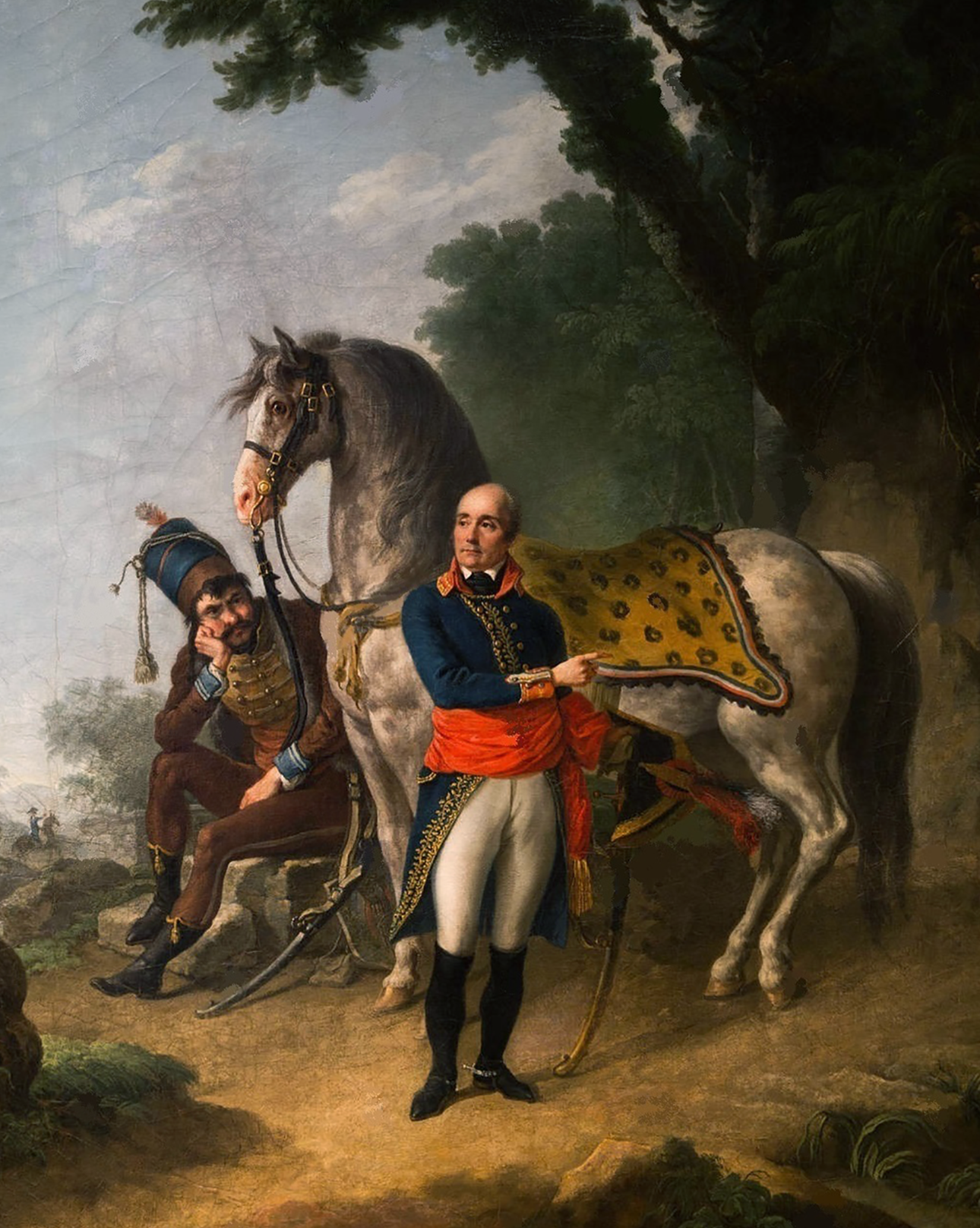
Луи Лафит. Портрет генерала Сервана.

Однако, уже 10 августа Серван стал военным министром вторично. Его предшественника, сторонника короля Шарля Абанкура арестовали за противодействие революции. Толпа растерзала Абанкура месяц спустя. Между тем, Серван удалил из только что написанной «Марсельезы» восьмой куплет, упоминавший бога, сочтя его слишком религиозным.
25 сентября Серван был произведён в генерал-лейтенанты, а уже 14 октября 1792 года второй раз вышел в отставку с поста министра, и принял командование армией Западных Пиренеев на театре военных действий против Испании. В период якобинского террора он был арестован, но после свержения якобинцев освобождён.
Наполеон, придя к власти, выказал уважение к генералу Сервану, сделав его сразу командором (3-я степень из пяти) ордена Почётного легиона вскоре после учреждения ордена. И при Консульстве и в начале Империи Серван какое-то время занимал почётные должности, но 3 мая 1807 году ушёл в отставку. Скончался в Париже.
Имя генерала Сервана написано на западной стороне Триумфальной арке в Париже.
Из его родственников брат, Жозеф Мишель Антуан Серван (1737—1807) при Старом порядке был известным либерально настроенным судьёй и публицистом. Одна из сестёр генерала Сервана вышла замуж за Анри Крете, брата Эммануэля Крете, министра внутренних дел Франции при Наполеоне.
Парадный портрет генерала Сервана создал художник Луи Лафит.